# کونامی گیم مستر

گیم مستر (コナミのゲームを۱۰倍楽しむカートリッジ Konami no Gēmu o Jū-bai Tanoshimu Kātorijji, lit. "The Cartridge That Makes Konami Games Ten Times More Enjoyable") «کارتریجی که بازی‌های کونامی را ده برابر لذت‌بخش‌تر می‌کند») یک کارتریج کاربردی است که توسط کونامی در ۱۲ دسامبر ۱۹۸۵ در ژاپن و اروپا منتشر شد. گیم مستر همراه با کارتریج‌های بازی MSX خود کونامی مورد استفاده قرار گیرد و به کاربران امکان می‌دهد مراحل بازی را انتخاب کنند، تعداد جان‌ها را تنظیم کنند، پیشرفت و امتیازهای خود را ذخیره کنند، از صفحه نمایش اسکرین شات بگیرند، و در حرکت آهسته بازی کنند و از دیگر موارد استفاده کنند.
یک مدل به روز شده به نام کارتریج ده بار جدید کونامی (コナミの新۱۰倍カートリッジ، Konami no Shin Jū-bai Kātoriji) در ۱۸ فوریه ۱۹۸۸ عرضه شد. این نسخه جدید از بازی‌های MSX2 پشتیبانی می‌کند و دارای یک باتری پشتیبان است که به کاربران امکان می‌دهد داده‌های بازی‌های سازگار (مانند متال گیر ۲: سالید اسنیک) را از طریق S-RAM ذخیره کنند. حتی اگر کارتریج جدید ده بار کونامی به‌طور انحصاری در ژاپن منتشر شد، اگر کارتریج ژاپنی در سیستم MSX یا MSX2 اروپایی قرار داده شود، به زبان انگلیسی با عنوان گیم مستر II نمایش داده می‌شود.